# Kolarstwo na Letnich Igrzyskach Olimpijskich 1920 – wyścig na 50 km mężczyzn
Wyścig na 50 km mężczyzn był jedną z konkurencji kolarskich na Letnich Igrzyskach Olimpijskich 1920. Zawody odbyły się w dniu 10 sierpnia na Garden City Velodroom. W zawodach uczestniczyło 31 zawodników z 10 państw.

## Wyniki
| Miejsce | Zawodnik            | Czas      |
| ------- | ------------------- | --------- |
| 1       | Henry George        | 1:16:43,2 |
| 2       | Cyril Alden         |           |
| 3       | Piet Ikelaar        |           |
| 4       | Ruggero Ferrario    |           |
| 5       | Herbert McDonald    |           |
| 6       | Franco Giorgetti    |           |
| 7       | William Smith       |           |
| 8       | Charles Cadron      |           |
| 8       | Gaston Alancourt    |           |
| 8       | Gustave de Schryver |           |
| 8       | Jock Stewart        |           |
| 8       | Primo Magnani       |           |
| 8       | Thomas Harvey       |           |
| —       | Jack King           | DNF       |
| —       | Félix Dockx         | DNF       |
| —       | Harold Bounsell     | DNF       |
| —       | William Taylor      | DNF       |
| —       | Norman Webster      | DNF       |
| —       | Jean Couder         | DNF       |
| —       | Roger Enguerrand    | DNF       |
| —       | Thomas Johnson      | DNF       |
| —       | Luigi Gilardi       | DNF       |
| —       | Jean Majérus        | DNF       |
| —       | Arie van der Stel   | DNF       |
| —       | Anton Krijgsman     | DNF       |
| —       | Willem Ooms         | DNF       |
| —       | James Walker        | DNF       |
| —       | Fred Taylor         | DNF       |
| —       | William Beck        | DNF       |
| —       | Frank Small         | DNF       |
| —       | Anthony Young       | DNF       |